# (6454) 1991 UG1
A (6454) 1991 UG1 egy marsközeli kisbolygó. Robert H. McNaught fedezte fel 1991. október 29-én.